# Han Corver
Johannes Carl (Han) Corver (Amsterdam, 24 oktober 1905 – Driebergen-Rijsenburg, 5 mei 2002) was een Nederlands ambtenaar, bestuurder en politicus voor de Volkspartij voor Vrijheid en Democratie (VVD).

## Levensloop
Han Corver werd geboren als zoon van de onderwijzer Johannes Leendert Corver en Carolina Giesberts. Na de HBS in Amsterdam werd hij medewerker bij een handelskantoor te Batavia. Daarna was hij van 1933 tot 1940 werkzaam als ambtenaar bij het Ministerie van Sociale Zaken en Werkgelegenheid. Van 1940 tot 1942 was hij directeur van de Gemeentelijke Dienst voor Sociale Zaken te Vlissingen en van 6 november 1944 tot 1 juli 1953 was hij directeur van de Gewestelijk Arbeidsbureau te Middelburg. Zijn politieke carrière begon in 1948. Van 1948 tot 1 juli 1953 was hij lid van de gemeenteraad van Vlissingen. Van 1 juli 1953 tot 16 juni 1959 was Corver hoofdinspecteurdirecteur van de Arbeidsvoorziening in de provincie Noord-Holland. Van 2 september 1958 tot 1 oktober 1968 was Corver lid van de gemeenteraad van Heemstede en van juli 1959 tot 1 oktober 1968 was hij daar wethouder, van onderwijs en financiën. Hij was van 16 juni 1959 tot 22 februari 1967 lid van de Tweede Kamer der Staten-Generaal. In de Tweede Kamer der Staten-Generaal hield hij zich voornamelijk bezig met sociale zaken, binnenlandse zaken en ambtenarenzaken.

## Nevenfuncties
- Kringcommissaris van het Nederlandse Rode Kruis in de provincie Noord-Holland
- Lid van de Sociale Verzekeringsraad

## Partijpolitieke functies
- Voorzitter van de VVD afdeling Heemstede
- Fractiesecretaris van de VVD Tweede Kamer der Staten-Generaal